# محوطه قلعه مورچه
محوطه قلعه مورچه مربوط به دوره ساسانیان است و در شهرستان الیگودرز، بخش بشارت، دهستان پیشکوه ذلقی، ۱۵۰ متری شرق روستای دره ماهی واقع شده و این اثر در تاریخ ۷ خرداد ۱۳۸۷ با شمارهٔ ثبت ۲۲۷۸۳ به‌عنوان یکی از آثار ملی ایران به ثبت رسید.